# Гоньї
Гоньї, Гоньєррі (ісп. Goñi (офіційна назва), баск. Goñerri) — муніципалітет в Іспанії, у складі автономної спільноти Наварра. Населення — 173 особи (2009).
Муніципалітет розташований на відстані близько 310 км на північний схід від Мадрида, 18 км на захід від Памплони.
На території муніципалітету розташовані такі населені пункти: (дані про населення за 2009 рік)
- Айспун: 23 особи
- Асанса: 38 осіб
- Гоньї: 37 осіб
- Мунарріс: 52 особи
- Урданос: 23 особи

## Демографія
Динаміка населення (INE ):

## Галерея зображень

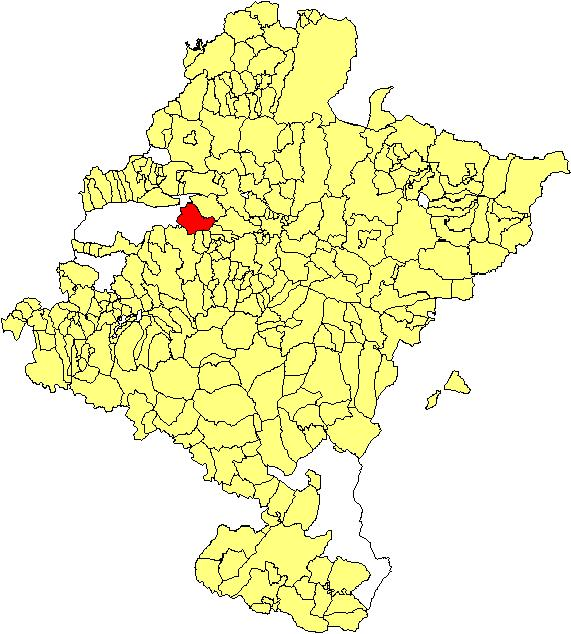
Розташування муніципалітету
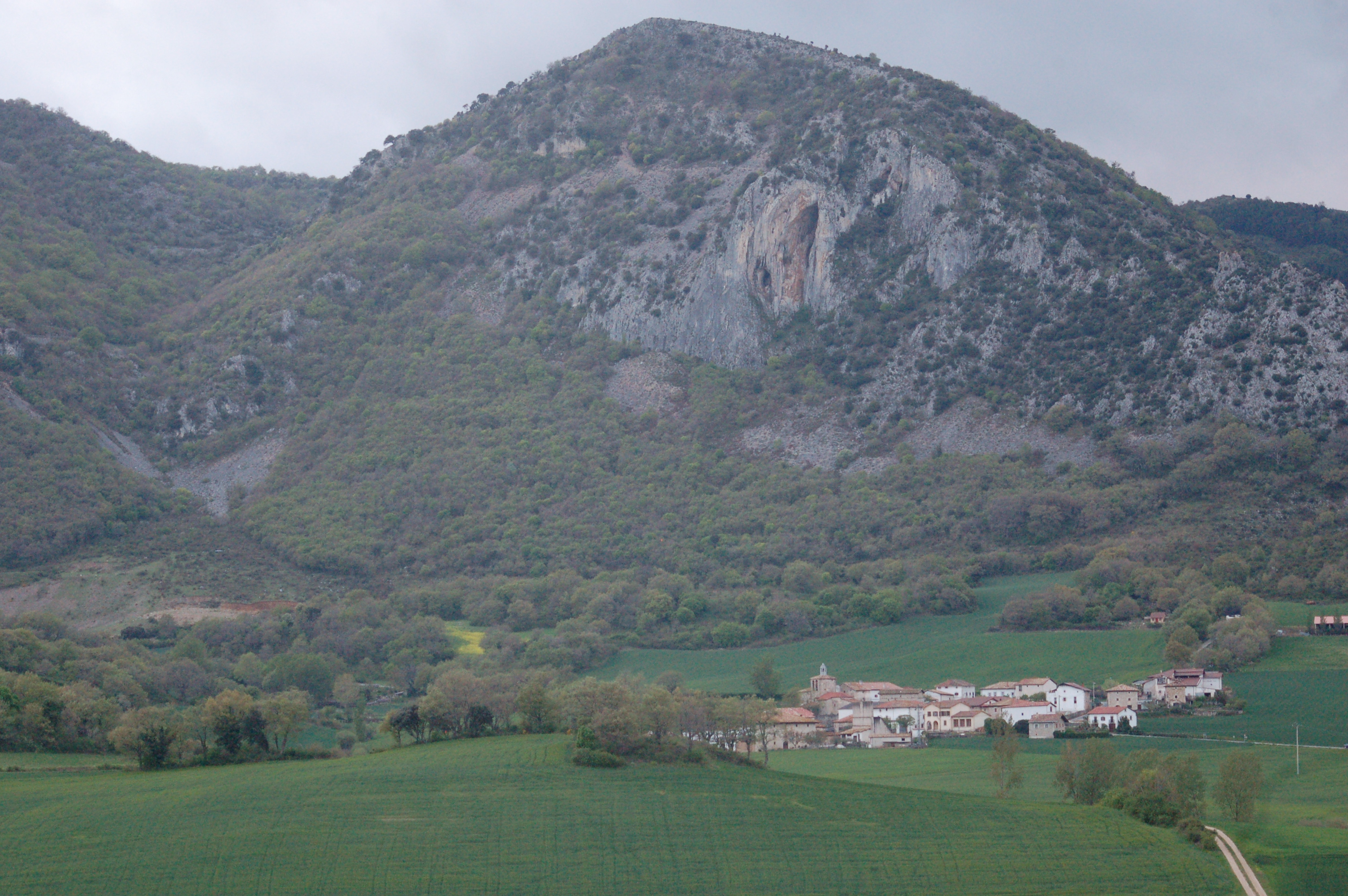
Асанса
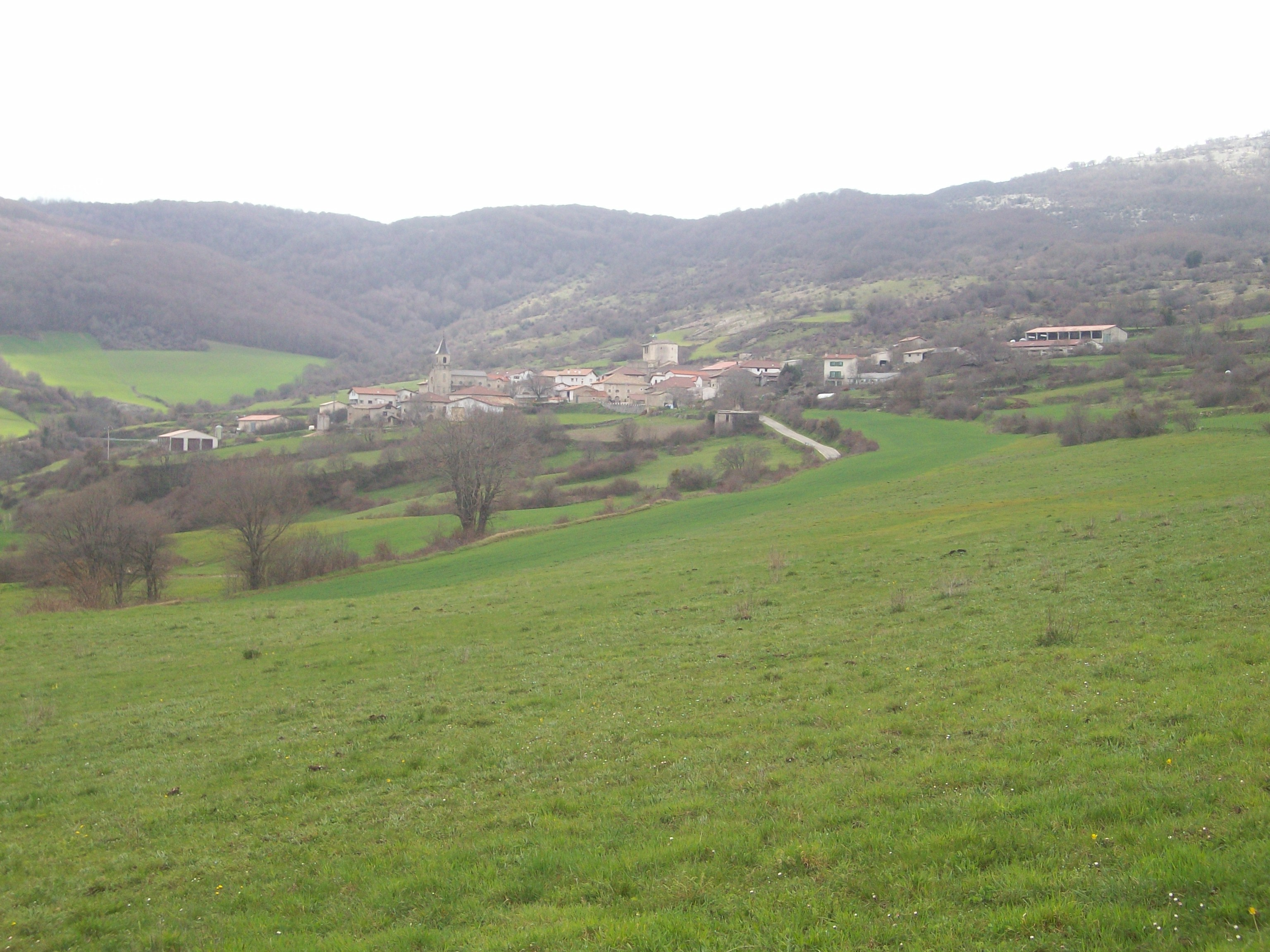
Гоньї